# جون دارو
جون دارو (بالإنجليزية: John Darrow) مواليد 17 يوليو 1907 في نيوجيرسي، الولايات المتحدة - الوفاة 24 فبراير 1980 في ماليبو، الولايات المتحدة، هو ممثل أمريكي بدأ مسيرته الفنية سنة 1927.

## الأعمال
- الجلبة
- مشية المغازلة

## روابط خارجية
- جون دارو على موقع IMDb (الإنجليزية)
- جون دارو على موقع ألو سيني (الفرنسية)
- جون دارو على موقع تيرنر كلاسيك موفيز (الإنجليزية)
- جون دارو على موقع أول موفي (الإنجليزية)
- جون دارو على موقع قاعدة بيانات الأفلام السويدية (السويدية)
- جون دارو على موقع قاعدة بيانات الفيلم (الإنجليزية)
- جون دارو على موقع كينوبويسك (الروسية)